# Жигалова, Любовь Егоровна
Любовь Егоровна Жигалова (15 марта 1924, Москва, — 13 февраля 1978, там же) — советская прыгунья в воду, тренер.

## Биография
Выступала за «Динамо» (Москва). Тренировалась у Алексея Жигалова, за которого впоследствии вышла замуж.
В 1947 году стала чемпионкой СССР по прыжкам в воду с трамплина, в 1950 и 1951 годах — по прыжкам с трамплина и с вышки.
В 1952 году участвовала в летних Олимпийских играх.
В 1953 году стала чемпионкой СССР по прыжкам в воду с трамплина и получила звание заслуженного мастера спорта СССР.
В следующем году вновь выиграла чемпионат СССР по прыжкам в воду с трамплина, а также завоевала бронзовую медаль по прыжкам с трамплина на чемпионате Европы по водным видам спорта.
В 1956 году снова участвовала в летних Олимпийских играх.
После завершения спортивной карьеры в 1957 году окончила Высшую школу тренеров.
Работала тренером и администратором бассейна ВФСО «Динамо».
Похоронена рядом с мужем на Ваганьковском кладбище.